# Тонги
Тонги или Танги(бенг. টঙ্গী) — город в Бангладеш, расположен в округе Газипур.

## Географическое положение
Высота центра города составляет 3 метра над уровнем моря.

## Демография
Население города по годам:
| 1991    | 2001    | 2010    |
| ------- | ------- | ------- |
| 168 702 | 281 928 | 437 387 |